# Paraguai nos Jogos Olímpicos de Verão de 1976
O Paraguai competiu nos Jogos Olímpicos de Verão de 1976, realizados em Montreal, Canadá.